# Tsada
Tsada (Griego: Τσάδα) es un pueblo en Chipre ubicado a 600 m sobre el nivel del mar.  La temperatura media anual es de 16,7 °C.  La comunidad está construida a una altitud promedio de 615 metros y recibe una precipitación anual promedio de aproximadamente 610 mm .  La comunidad está a unos 10 km de la ciudad de Paphos.  Debido a su altitud, Tsada tiene un clima relativamente templado.  Muy frío en invierno y fresco en verano.  La comunidad está compuesta por aproximadamente 1000 residentes, locales y extranjeros.  Tsada está delimitada en el noreste por los pueblos de Kallepia, (3.5 km) Letimbou, (6 km) y Polemi (8 km).  .  En el sur está conectado con el pueblo de Armou (6 km).  En el suroeste está conectado con Tala y el monasterio de Agios Neophytos.
- Datos: Q3559631
- Multimedia: Tsada / Q3559631